# Hister teter
Hister teter är en skalbaggsart som beskrevs av Truqui 1852. Hister teter ingår i släktet Hister och familjen stumpbaggar. Inga underarter finns listade i Catalogue of Life.